# Frederick Tuckman
Frederick Tuckman (n. 9 iunie 1922, Magdeburg, Republica de la Weimar – d. 6 iulie 2017, Regatul Unit) a fost un om politic britanic, membru al Parlamentului European în perioadele 1979-1984 și 1984-1989 din partea Regatului Unit.
1. ↑  Deputații în Parlamentul European